# Alcithoe wilsonae
Alcithoe wilsonae är en snäckart som först beskrevs av Powell 1933.  Alcithoe wilsonae ingår i släktet Alcithoe och familjen Volutidae. Inga underarter finns listade i Catalogue of Life.